# Gil Mały
Gil Mały (deutsch Klein Gehlfeld) ist ein Ort in der polnischen Woiwodschaft Ermland-Masuren. Er gehört zur Gmina Miłomłyn (Stadt-und-Land-Gemeinde Liebemühl) im Powiat Ostródzki (Kreis Osterode in Ostpreußen).

## Geographische Lage
Gil Mały liegt am Ostufer des Kleinen Gehlsees (polnisch Jezioro Gil Mały) im Westen der Woiwodschaft Ermland-Masuren, 14 Kilometer westlich der Kreisstadt Ostróda (deutsch Osterode in Ostpreußen).

## Geschichte
Im Jahre 1686 wurde Klein Gehlfeldt als kleines Dorf mit Försterei gegründet. Die Landgemeinde Klein Gehlfeld wurde 1874 Teil des neu errichteten Amtsbezirks Bieberswalde (polnisch Liwa) im Kreis Osterode in Ostpreußen. Während die Försterei Gehlfeld, Forst in den Forstgutsbezirk Liebemühl umgegliedert wurde, kam der Nachbarort Groß Gehlfeld (polnisch Gil Wielki) vor 1910 zur Landgemeinde Klein Gehlfeld hinzu. Im Jahre 1910 waren demnach 125 Einwohner registriert. Ihre Zahl sank bis 1933 auf 93 und belief sich 1939 auf 92.
In Kriegsfolge kam Klein Gehlfeld 1945 mit dem gesamten südlichen Ostpreußen zu Polen. Das Dorf erhielt die polnische Namensform „Gil Mały“ und ist heute eine Ortschaft innerhalb der Stadt-und-Land-Gemeinde Miłomłyn (Liebemühl) im Powiat Ostródzki (Kreis Osterode in Ostpreußen), bis 1998 der Woiwodschaft Olsztyn, seither der Woiwodschaft Ermland-Masuren zugehörig.

## Kirche
Bis 1945 war Klein Gehlfeld in die evangelische Pfarrkirche Liebemühl (polnisch Miłomłyn) in der Kirchenprovinz Ostpreußen der Kirche der Altpreußischen Union, außerdem in die römisch-katholische Kirche Osterode i. Ostpr. (polnisch Ostróda) eingegliedert.
Heute gehört Gil Mały katholischerseits zur Pfarrei Liwa (Bieberswalde) im Bistum Elbląg (Elbing), evangelischerseits zur Kirchengemeinde Ostróda in der Diözese Masuren der Evangelisch-Augsburgischen Kirche in Polen.

## Verkehr
Gil Mały liegt an einer Nebenstraße, die von Zalewo (Sallewen) über Ostrów Wielki (Groß Werder) entlang am Großen Gehlsee (polnisch Jezioro Gil Wielki) bis nach Kaletka (Kalittken, 1938 bis 1945 Kalitten) führt. Eine Bahnanbindung besteht nicht.